# Alice's Wonderland Bakkerij
Alice's Wonderland Bakkerij (Engels: Alice's Wonderland Bakery) is een Amerikaanse animatieserie van Disney Junior en Walt Disney Television Animation. De serie is gebaseerd op de Disney-animatiefilm Alice in Wonderland uit 1951. Op 9 februari 2022 werd de serie voor het eerst uitgezonden.

## Plot
De serie draait om Alice, de achterkleindochter van het originele en beroemde hoofdpersonage uit de film. Ze is een klein meisje dat als banketbakker werkt in Wonderland en het toverkookboek van haar overgrootmoeder erft.
Ze verkent het koninkrijk tijdens haar culinaire reizen, in gezelschap van Fergie, Hattie en Rosa de Hartenprinses.

## Personages
- Alice is de achterkleindochter van de oorspronkelijke Alice en woont met haar kat in een bakkerij. Vanwege haar vrolijke en behulpzame karakter wordt ze door iedereen gewaardeerd en geliefd.
- Dinah is de kat van Alice die bij haar in de bakkerij woont.
- Fergie is een wit konijn en de beste vriend van Alice. Hij staat altijd voor haar klaar, maar kan soms een beetje angstig zijn.
- Hattie is een jonge hoedenmaker en een vrije geest. Hij kan veel nuttige voorwerpen uit zijn hoed halen.
- Rosa is de prinses van de Harten van Wonderland en de beste vriendin van Alice. Ze woont met haar moeder in het paleis.
- De Hartenkoningin is de heerser van Wonderland. Hoewel ze zeer vastberaden is en niet snel haar fouten toegeeft, is ze nog steeds erg aardig en bezorgd over haar onderdanen. Ze is Latijns-Amerikaans en heeft een kattenallergie.

## Verschil met de film
Alice en haar vrienden zijn grotendeels afstammelingen van de personages uit de originele film. Uitzonderingen hierop zijn Dinah, de Kolderkat, en Dodo, die rechtstreeks uit de film zijn overgenomen. Ook verschijnen de pratende bloemen en speelt de onjaardag vaak een rol. In tegenstelling tot de film zijn sommige kaartsoldaten hier vrouwelijk.